# Heteroscyphus saccogynoides
Heteroscyphus saccogynoides là một loài Rêu trong họ Geocalycaceae. Loài này được Herzog mô tả khoa học đầu tiên năm 1955.